# The Fallout (Default)
The Fallout è il primo album in studio del gruppo musicale canadese Default, pubblicato nel 2001.

## Tracce
1. Sick & Tired – 2:59
2. Deny – 3:55
3. Wasting My Time – 4:29
4. Slow Me Down – 3:23
5. One Late Night – 3:10
6. Seize the Day – 2:43
7. Somewhere – 3:20
8. Live a Lie – 3:40
9. By Your Side – 2:46
10. Faded – 3:23
11. Let You Down – 3:29

Tracce bonus
1. Blind – 3:11 – 3:04
2. Deny (Acoustic) – 3:55
3. Wasting My Time (Acoustic) – 4:18
4. Circles (Original Pressing) – 3:27

## Formazione
Default
- Dallas Smith – voce
- Jeremy Hora – chitarra
- Dave Benedict – basso
- Danny Craig – batteria, percussioni

Altri musicisti
- Rick Parashar – tastiera, piano